# Eurydice piperata
Eurydice piperata är en kräftdjursart som beskrevs av Menzies och Dirk Frankenberg 1966. Eurydice piperata ingår i släktet Eurydice och familjen Cirolanidae.
Artens utbredningsområde är Mexikanska golfen. Inga underarter finns listade i Catalogue of Life.